# Cerco de Harrán (609 a. C.)
Después de la muerte de Assurbanipal en 627 BC, el Imperio Neoasirio introdujo un periodo de inestabilidad causado por la revuelta de Sin-shar-ishkun contra su hermano Assur-etil-ilani. Esto era el momento cuándo el gobernante babilónico, Nabopolasar, dirigió una revuelta en contra el gobierno asirio. Después de unos años de guerra, los babilónicos expulsaron las fuerzas asirias de su territorio.
La situación devenía altamente peligrosa para Asiria con la ofensiva de Ciáxares, rey de Media, en 616 a. C.. Las fuerzas medas rápidamente conquistaron Tarbisu y derrotaron decisivamente al ejército asirio en la batalla de Aššur. Entonces, se unieron con el ejército babilónico y lanzó una ofensiva combinada contra Nínive en 612 a. C..
Después de la Batalla de Nínive, donde Sin-shar-ishkun se murió, Asur-uballit II devenía rey y fue a Harrán con sus tropas restantes. Pero los medos y los babilonios sitiaron a Harrán y tomaron la ciudad, obligando a Asur-Uballit II a huir otra vez con los restos de su ejército. Después de la caída de Harrán, fuerzas asirianas y egipcias dejaron la ciudad egipcia de Karkemish y atacaron los medianos y babilónicos guarnecidos en Harrán. Aun así, esta ofensiva falló, acabando el Imperio Neoasirio.